# Hossein Fatemi

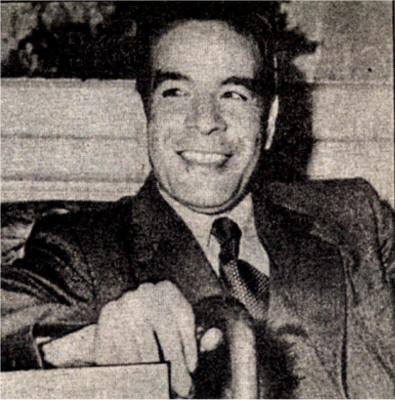
Hossein Fatemi

Hossein Fatemi (em persa: حسین فاطمی ; Na'in, 1917 - Teerão, 10 de Novembro de 1954) foi um popular jornalista e político iraniano. Durante o governo democrático de Mohammed Mossadegh, entre 1951 e 1953, foi ministro dos negócios estrangeiros do Irão e proponente da política de nacionalização do petróleo do Irão. Na sequência do golpe de estado de 1953 orquestrado pela CIA, Fatemi viria a ser preso após meio ano na clandestinidade. Acusado de "traição à monarquia", acabou por ser condenado à morte e fuzilado.

## Educação e carreira jornalística
Hossein Fatemi nasceu em Na'in, cidade da província de Ispaão no Irão, quinto filho do clérigo Seyyed Ali Mohammad Naini (famoso sob o título de Seyf Ol-Olama). Foi na cidade de Ispaão que frequentou o Liceu e onde, em 1936, foi introduzido no jornalismo no diário Bakhtar, propriedade do seu irmão mais velho Nasrollah Seifpur Fatemi. Rapidamente tornou-se também editor-chefe do diário Setareh, sem deixar de colaborar no Bakhtar, que viria a ser transferido para Teerão em 1942. Durante estes anos, Fatemi destinguiu-se como um crítico acérrimo do Xá Reza Pahlavi.
Em 1944 Fatemi viajou para a Europa, indo estudar direito e jornalismo em Paris. Durante esse período manteve a sua actividade de comentador da situação política iraniana, enviando artigos tanto para o diário Setareh como para o semanário Mard-e Emruz.

## Carreira política
Quando em 1948, já na posse do grau de Doutor em direito e de um diploma em jornalismo, voltou ao Irão, fundou o jornal Bakhtar-e Emruz. No ano seguinte viria a conhecer pessoalmente o líder nacionalista Mossadegh, sendo nessa altura que propôs a criação de um partido de coligação que unisse políticos de várias tendências mas com objectivos fundamentais comuns. Fruto desta proposta, a Frente Nacional viria a nascer poucos dias depois, tendo Fatemi como um dos 19 fundadores. O seu jornal Bakhtar-e Emruz tornou-se no jornal oficioso do partido.
Nos quatro anos seguintes, a ascensão política do jovem Fatemi seria fulgurante. Durante o 1º governo de Mossadegh (Abril 1951-Julho 1952) serviu como seu assistente. Foi eleito deputado por Teerão ao Majlis, na 17ª legislatura (1952-1953) e ainda em 1952, contando apenas 33 anos, foi nomeado Ministro dos Negócios Estrangeiros do 2º governo de Mossadegh. 
A notoriedade de Fatemi teve também consequências nefastas. A 15 de Fevereiro de 1952, enquanto discursava, foi alvo de um atentado por um militante do grupo islamita Fadāiān-e Islam. Tendo permanecido hospitalizado mais de meio ano, nunca recuperaria inteiramente dos ferimentos causados. Abdolhossein Vahemi, número dois do Fadāiān-e Islam e planeador do atentado, nunca viria a ser detido.

## Golpe de estado de 1953
Os dois governos democráticos liderados por Mossadegh notabilizaram-se pela nacionalização da industria do petróleo, sendo em consequência disso marcados por um crescendo de confronto com britânicos e norte-americanos que culminaria no golpe de estado de 19 de Agosto de 1953, apoiado pelo Xá e orquestrado pela CIA e MI6 e consequente deposição e prisão do primeiro ministro e membros do governo. 
Poucos dias antes, durante uma primeira tentativa de golpe de estado, Fatemi chegou a ser preso em sua casa por apoiantes do Xá Mohammad Reza Pahlavi. Perante o aparente fracasso do golpe, o Xá fugiu com a sua mulher para Bagdá. Nos dias que seguiram, em discursos inflamados e editoriais ferozes, Fatemi atacou o Xá e advogou a sua abdicação.
A 19 de Agosto, a segunda tentativa de golpe de estado foi bem sucedida e Mossadegh foi preso. Fatemi conseguiu escapar e viver na clandestinidade durante 204 dias até ser capturado no dia 13 de Março de 1954. Nesse mesmo dia, enquanto era levado pela polícia, foi espancado e esfaqueado por apoiantes do Xá. Nos meses seguintes, seria torturado na prisão, vindo a ser condenado à morte por um Tribunal Militar, acusado de traição à instituição da monarquia, em Outubro do mesmo ano.
Hossein Fatemi foi fuzilado em Teerão a 10 de Novembro de 1954, quando contava 37 anos.